# Люблянское поле

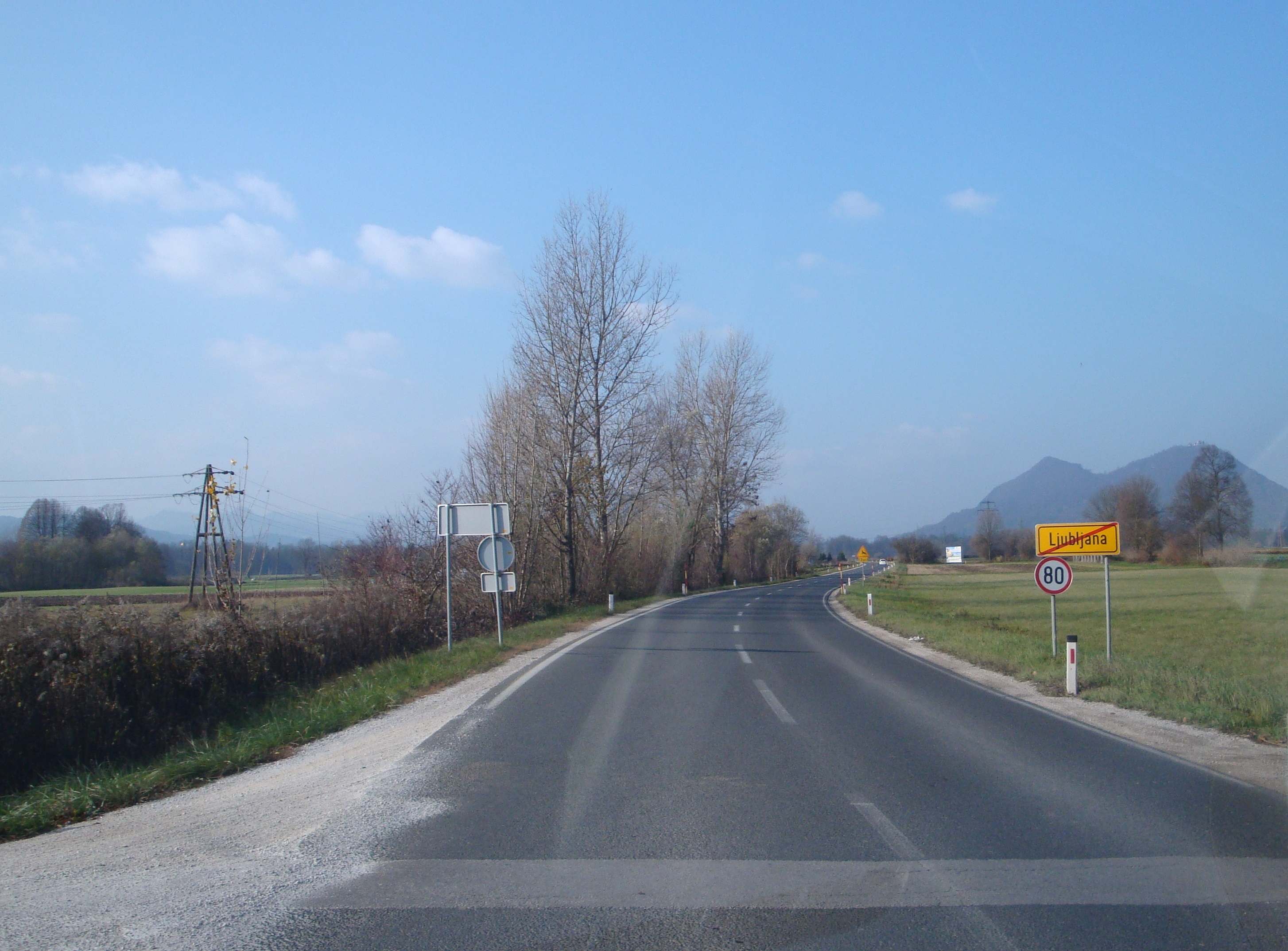
Район Люблянского поля

Любля́нское поле (словен. Ljubljansko polje) — равнинная область на юге Люблянской котловины, расположенная в центральной Словении.
На севере ограничена холмами Шмарна гора и Рашица, на юге Люблянским барьем, на востоке Посавскими горами. Протяжённость поля составляет 20 км в длину и 6 км в ширину. Река Сава делит его на две части. На юге протекает её приток Любляница. 
Местность богата подземными водами, которые являются основным источником водоснабжения Любляны, расположенной к юго-западу от природной области. Поле представляет в основном сельскую местность, к которой постепенно подступает городская застройка Любляны, поскольку с юга город ограничен болотистой местностью Люблянского барья.